# Усюэ Цзуюань
Усюэ Цзуюань (無学祖元, яп. Мугаку Согэн ; 1226 — 22 сентября 1286) — буддийский мастер школы линьцзи-чань из Китая, ставший наставником риндзай-дзэн в Японии периода Камакура.
Усюэ Цзуюань был учеником Учжунь Шифаня (無準師範), и монашеское имя, дарованное ему учителем, содержало иероглифы имени учителя.
Приехав в Японию в 1279 году по приглашению регента Ходзё Токимунэ, сначала Усюэ Цзуюань поселился в Кэнтё-дзи в Камакуре. В 1282 он стал кайдзаном (основателем) храма Энгаку-дзи, построенного для него бакуфу. Энгаку-дзи был посвящён памяти воинов, погибших в результате попытки монгольского вторжения в Японию.
Среди его учеников были Кохо Кэннити (сын императора Сага и учитель Мусо Сосэки) и Мугай Нёдай, первая японская монахиня, которую наставник объявил достигшей просветления.
Усюэ Цзуюань также известен под посмертным титулом Букко-кокуси, Букко-Наставник государства.